# Init
En sistemas tipo Unix, init  (abreviatura de initialization) es el primer proceso en ejecución tras la carga del núcleo y el que a su vez genera todos los demás procesos. Se ejecuta como demonio y por lo general tiene PID 1.
Tradicionalmente, esta funcionalidad se ha implementado de forma distinta en los dos grandes sistemas operativos: System V y BSD. En el Unix original, el proceso init arrancaba los servicios de mediante un único script denominado /etc/rc. Posteriormente, la versión System V del Unix de AT&T introdujo un nuevo esquema de directorios en /etc/rc.d/ que contenía scripts de arranque/parada de servicios.
GNU/Linux adoptó el esquema System V, aunque algunas distribuciones, como  Slackware, usan el estilo BSD y otros, como Gentoo, tienen su propia versión personalizada. Debian, RedHat y algunas otras distribuciones de GNU con Linux utilizan ahora Systemd como reemplazo para el proceso de inicialización tradicionales.

## Estilo BSD
El init de BSD ejecuta el script de inicialización en /etc/rc, de forma parecida a como se hacía en el Unix original de Bell Labs. No hay niveles de ejecución (runlevels), el archivo /etc/rc determina qué programas se ejecutan por init. La ventaja de este sistema es que es simple y fácil de editar manualmente, aunque sujeto a errores. pues un simple error en ese script podría inutilizar el procedimiento de arranque del sistema.
Sin esto, no existirian los demás sistemas de inicialización en los scripts.

## Estilo System V
En GNU/Linux es el fichero encargado de establecer los runlevels disponibles, para que pueda ser leído por init. A continuación se muestra un ejemplo del inicio de este fichero, en el cual se establece el runlevel 5, y sus características:
- /etc/inittab: init(8) configuración
- $Id: inittab, v 1.9 2001/05/31
- El runlevel por defecto
- id:5:initdefault:

- Runlevel 0 es detener
- Runlevel 1 es monousuario
- Runlevels 2-5 son multiusuario
- Runlevel 6 es reinicio